# Halina Chrobak
Halina Chrobak-Ozga (ur. 27 maja 1952) – polska aktorka teatralna, filmowa i dubbingowa.

## Życiorys
Jest absolwentką Szkoły Podstawowej nr 2 w Dąbrowie Tarnowskiej. Pierwsze kroki w swojej karierze stawiała jeszcze w czasach szkolnych działając od 1964 r. w zespole recytatorskim oraz muzycznym w dopiero formującym się Dąbrowskim Domu Kultury w Dąbrowie Tarnowskiej.  Jej debiut teatralny miał miejsce jeszcze przed ukończeniem studiów. 19 grudnia 1974 odegrała 2 role w dramacie Witkacego pt. "Szewcy" w reżyserii Macieja Prusa. W 1975 roku Halina Chrobak ukończyła studia aktorskie na PWST w Krakowie. W tym samym roku zadebiutowała jako aktorka filmowa w filmie Włodzimierza Haupe „Doktor Judym”. Przez rok występowała w Teatrze Ludowym w Nowej Hucie (1975–1976). Przez kolejne 5 lat zatrudniona była w Teatrze Ochota w Warszawie. W latach 1982–1991 pracowała w Teatrze Rozmaitości. Doświadczenie uzyskała także we współpracy z Teatrem Druga Strefa. Jest członkinią Stowarzyszenia Druga Strefa, promującego kulturę polską w kraju za granicą. W latach 1998–2003 Halina Chrobak pracowała w Związku Artystów Scen Polskich. Sławę przyniosło jej podłożenie głosu do dubbingu Smerfetki w serialu animowanym Smerfy.
W 1987 roku aktorkę oznaczono Brązowym Krzyżem Zasługi.

## Życie prywatne
Jest córką Aleksandra oraz Ireny z d. Goryl. Jest matką byłego aktora dziecięcego, Tomasza Ozgi.

## Teatr
- Teatr Ludowy w Krakowie – 1975–1976
- Teatr Ochoty w Warszawie – 1976–1981
- Teatr Rozmaitości w Warszawie – 1982–1991
- Teatr Druga Strefa w Warszawie – 2008–...

## Filmografia
- 2018: Na Wspólnej – Irenka Dywicka (odc. 2662)
- 2015: Przyjaciółki – Halinka, ciotka Roberta (odc. 71)
- 2015: Przypadki Cezarego P. – klientka restauracji (odc. 11)
- 2014: Obce ciało – sekretarka Kris
- 2013: Prawo Agaty – Ewa Lisowska (odc. 36)
- 2011: Linia życia – klientka Spa
- 2011: Na dobre i na złe – dyrektorka szkoły plastycznej (odc. 461)
- 2011: Plebania – urzędniczka z sanepidu (odc. 1669)
- 2010: Plebania – prowadząca casting (odc. 1613)
- 2009: Plebania – kontrolerka z Sanepidu (odc. 1364, 1372)
- 2009: Popiełuszko. Wolność jest w nas – kierująca maluchem
- 2006: Pensjonat pod Różą – kosmetyczka (odc. 107)
- 2005: Daleko od noszy – pielęgniarka Jadzia Bobrówna (odc. 68)
- 2005: M jak miłość – mieszkanka osiedla Norberta (odc. 317)
- 2005: Persona non grata – sekretarka wiceministra
- 2005: Wiedźmy – klientka Doroty (odc. 1)
- 2005: Kryminalni – (dyrektorka IX Liceum Ogólnokształcącego (odc. 25)
- 2001–2002: Marzenia do spełnienia – Salowa
- 1997: Klan – kobieta, której syn pragnął przeprowadzić sobie w Centrum Medycznym „El-Med” operację plastyczną
- 1994: Ptaszka – obsada aktorska
- 1989: Triumf ducha (Triumph of the Spirit) – Clog Thise
- 1986: Zmiennicy – obsada aktorska (odc. 1/Ceny Umowne)
- 1985: Zastihla mě noc – obsada aktorska
- 1980: Ciosy – obsada aktorska
- 1978: Biały mazur – obsada aktorska
- 1978: Życie na gorąco – Charlotte La Valle (odc. 1)
- 1976: Zielone, minione... – obsada aktorska
- 1975: Doktor Judym – prezesowa, pacjentka sanatorium w Cisach

## Dubbing
- 2008: Owocowe ludki
- 2005–2010: Małgosia i buciki
- 2002–2004: Misiowanki
- 1997–2004: Tabaluga
- 1996: Zamek księżniczki – Emilia
- 1994: Przygody Myszki Miki i Kaczora Donalda
- 1992–1993: Kroniki młodego Indiany Jonesa
- 1992: Piotruś w krainie czarów, czyli podróż fantastyczna
- 1990: Mów mi Rockefeller
- 1989: Bouli – Umbrelka
- 1989–1992: Chip i Dale: Brygada RR – królowa pszczół
- 1988: Denver, ostatni dinozaur – Casey
- 1987–1988: Diplodo – mama Joasi
- 1987–1990: Kacze opowieści (stara wersja dubbingowana) – Pingusia, pingwinka na Antarktydzie (4)
- 1987: Leśna rodzina – różne głosy
- 1987: Kocia ferajna w Beverly Hills
- 1987: Starcom - kosmiczne siły zbrojne Stanów Zjednoczonych
- 1984–1986: Wesoła siódemka – w pierwszych odcinkach: Owieczka Tina, w pozostałych: Pies Dolly
- 1981–1990: Smerfy – Smerfetka
- 1981–1982: Ulisses 31 – Yumi
- 1980–1981: Cudowna podróż – Nils
- 1980: Hamlet – Ofelia
- 1980: Burza – Miranda
- 1979: Arabela – Księżniczka Xenia, siostra Arabeli
- 1978: Romeo i Julia – Julia
- 1977: Mali mieszkańcy wielkich gór – Olga
- 1976: Pogoda dla bogaczy − Ramona
- 1975: Pszczółka Maja – Mała pszczółka
- 1970: Saga rodu Forsyte’ów – Vica Bicket
- 1959: Śpiąca królewna − Hortensja

## Reżyseria dubbingu
- 1995: Twierdza szczurów
- 1995: Aladyn